# Gambias administrativa indelning
Gambias administrativa indelning består på första nivån av fem regioner (regions, tidigare divisions) och två fristående kommuner (councils): Banjul och Kanifing. Regionen Central River är indelad i kommunerna (local government areas, LGAs) Janjanbureh och Kuntaur; de andra regionerna utgör en kommun vardera med namn efter regionens huvudort. Kommunerna är i sin tur indelade i distrikt (districts), av vilka det finns totalt 44 stycken i landet.

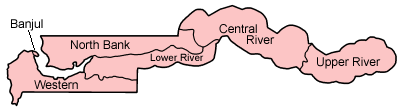
Gambias regioner. Western har sedan kartan gjordes delats i West Coast och Kanifing.

| Namn          | Huvudstad      | Yta (km²) | Invånare (2013) |
| ------------- | -------------- | --------- | --------------- |
| Banjul        | Banjul         | 12,23     | 31 054          |
| Central River | Janjanbureh    | 2 894,25  | 221 907         |
| Kanifing      | Kanifing       | 75,55     | 377 134         |
| Lower River   | Mansakonko     | 1 618,00  | 81 082          |
| North Bank    | Kerewan        | 2 255,50  | 220 080         |
| Upper River   | Basse Santo-Su | 2 069,50  | 237 220         |
| West Coast    | Brikama        | 1 764,25  | 688 744         |